# Amylose
Amylose (griechisch amylon ‚Stärkemehl‘) ist mit einem Massenanteil von etwa 20–30 Prozent neben Amylopektin Bestandteil der natürlichen, pflanzlichen Stärke, beispielsweise aus Kartoffel, Weizen oder Mais.
Tabelle: Amylose-Gehalt verschiedener Stärken, Rest ad 100 ist Amylopektin.
| isolierte Stärke von | Amylose-Gehalt (g/100g) |
| -------------------- | ----------------------- |
| Tapioka              | 20                      |
| Kartoffel            | 21                      |
| Amflora-Kartoffel    | 0                       |
| Weizen               | 23                      |
| Mais                 | 27                      |
| Wachsmais            | 0                       |
| Amylomais            | 50–80                   |
| Glatte Erbse         | 36                      |
| Schrumpferbse        | 69                      |

Das Polysaccharid Amylose hat eine molare Masse zwischen 100.000 und 1.000.000 g·mol−1, entsprechend etwa 1000 (bei Getreidestärken) bis 4500 (bei Kartoffelstärken) D-Glucose-Monomeren, die α-1,4-glycosidisch miteinander verbunden sind. Bei hohen molaren Masse treten auch vereinzelte α-1,6-glycosidische Verzweigungen auf.
Aufgrund der Bindungswinkel zwischen den Bausteinen ist die Kette schraubenförmig zu einer Helix mit etwa 6 Bausteinen pro Windung (V-Amylose) gewunden. Daneben existieren auch Formen mit Doppelhelices (A- und B-Amylose). Wasserstoffbrückenbindungen zwischen benachbarten Hydroxygruppen stabilisieren die Struktur. In den Hohlraum der Helix können andere Moleküle, z. B. Iod, eingeschlossen werden. Daraus resultiert ein tief blau-violett gefärbter Iod-Stärke-Komplex, der als qualitativer Nachweis dient.
Amylose ist etwas in Wasser löslich; kolloidal löst sie sich gut in heißem Wasser. Amylosepasten bilden ein Gel aus und neigen zur Retrogradation. Durch Zugabe von Lugolscher Lösung färbt sich Amylose blau („Lugolscher Stärkenachweis“). Bei sehr kurzkettigen Amylosen kann die Färbung schwach rotviolett ausfallen, bei langkettigen dagegen intensiv blau.